# El chateo (programa de televisión)
El Chateo es un programa de televisión estadounidense dedicado a temas de variedad y actualidad analizados por un panel de expertos, conducido por la Dra. Samar Yorde para la cadena de televisión por suscripción Ve Plus. Transmitido de lunes a viernes a las 9:00 p. m., con reposición a las 10:00 a. m.